# Eupithecia fuliginata
Eupithecia fuliginata es una especie de polilla de la familia Geometridae. La especie fue descrita por primera vez por András Mátyás Vojnits habiendo sido descrita en 1994, con distribución en las montañas Rwenzori de África.